# Reacción de Pauly
La reacción de Pauly (la prueba de Pauly o la reacción diazo de Pauly) se utiliza para la detección cualitativa de los aminoácidos tirosina e histidina en proteínas. Lleva el nombre de su descubridor Hermann Pauly (1870-1950) en 1904. Cuando las proteínas que contienen tirosina o histidina se hacen reaccionar con ácido sulfanílico diazotizado en condiciones alcalinas, se forma un color rojo por una reacción de acoplamiento.

## Reacción
La tirosina y la histidina tienen un anillo aromático que puede sufrir fácilmente sustituciones electrofílicas. El ácido sulfanílico diazotizado se acopla con el anillo aromático para formar un color azo rojo.
En el primer paso, el ácido sulfanílico se diazota añadiendo nitrito de sodio en presencia de ácido clorhídrico. Después de la adición a la solución de aminoácidos, se alcaliniza y, si están presentes grupos aromáticos, se forman los colorantes azoicos: azotirosina y azohistidina.
Con una variante de la reacción de Pauly, la histamina se puede cuantificar fotométricamente.